# Takuya Nagata
Takuya Nagata (født 8. september 1990) er en japansk fodboldspiller, som spiller for den japanske fodboldklub Tokyo Verdy.